# Gåragöl
Gåragöl är en sjö i Kalmar kommun i Småland och ingår i Hagbyåns huvudavrinningsområde.